# Славујев венац
Славујев венац је урбано насеље Београда. Налази се у општини Звездара.

## Локација
Славујев венац се налази у најзападнијем делу општине Звездара и представља границу са општином Палилула. Налази се између Улице Светог Николе на северу и Улице Димитрија Туцовића на југу и граничи се са насељима Булбулдер на истоку, Вуков Споменик на југу, Хаџипоповац (на Палилули) на западу и Новим гробљем на северу (и даље Богословија).

## Карактеристике
Име је добило по птици славуј, којих је, по свему судећи, било у великом броју на том подручју, јер су и две суседне четврти (Булбудер тур. bülbül и Славујев поток) назване по њима.
Поток који је некада туда пролазио спроведен је под земљу у канализацију. Назван је Славујев поток или Булбулдерски поток и извирао је у близини Клиничко-болничког центра Звездара. Сливао се доле у правцу данашњих улица Димитрија Туцовића, Рузвелтове и Мије Ковачевића, пре него што се уливала у Дунав источно од садашње локације Панчевачког моста.
Мали мост је изграђен преко потока у 19. веку, на месту данашње Рузвелтове улице, на западној граници насеља. Оригинални дрвени мост замењен је каменим 1929. године, а данас постоји модеран надвожњак. Мост је замењен углавном ради лакшег приступа Новом гробљу у Београду. Даље низ Рузвелтову улицу, стари мост је током зиме често био прекривен ледом, па је ту долазило до бројних несрећа.
Првобитно је над потоком саграђен надвожњак (савремени надвожњак је део Рузвелтове улице). Временом, ток је спроведен под земљу, у канализацију, а подвожњак је претворен у саобраћајну конструкцију између улица Димитрија Туцовића и Цвијићеве, формирајући уједначену раскрсницу са Рузвелтовом и успостављајући директну везу између насеља Славујев поток и Хаџипоповац.
Славујев венац је стамбено насеље. Управа града Београда потврдила је 2007. године да насеље остаје предвиђено само за породичне куће, како би могло да задржи историјски изглед. Тиме је спречена изградња солитера и високих зграда.